# Église Saint-Jean-Baptiste de Mayres
Pour les articles homonymes, voir Église Saint-Jean-Baptiste.
L'église Saint-Jean-Baptiste est un édifice religieux situé au cœur de la ville de Mayres-Savel, dans le département français de l'Isère. 

## Localisation
L'église Saint-Jean-Baptiste se trouve au cœur de Mayre, seule église de la commune puisque Savel a été engloutie sous les eaux du barrage de Monteynard-Avignonet en 1962.

## Histoire
L'église est construite d'un style majoritairement roman avec une origine du XIe siècle et XIIe siècle. Sur la façade occidentale, une différence notable de couleur et de disposition de ces pierres laisse présumer une surélévation de la nef à une date non définie à ce jour.
L'église fait d'abord l'objet d'un classement partiel aux monuments historiques le 20 août 1919, protection qui se limite au clocher et aux corniches de la nef. Le 12 juillet 2021, un nouvel arrêté d'inscription complète la protection à l'ensemble de l'édifice et au cimetière

## Architecture
L’église construite en tuf est bâtie en forme de croix latine, avec un transept bas. Trois absidioles en hémicycle sont greffées sur le chevet et le côté est du transept, tandis qu’un haut clocher, classé depuis 1919 au titre des monuments historiques, surplombe le chœur.
Une corniche à modillons longe le sommet des murs gouttereaux de la nef et du transept.
À l’intérieur, l’église est entièrement voûtée : la nef de quatre travées est recouverte d’un berceau en plein cintre renforcé par des arcs doubleaux à arêtes vives. Le transept bas est également recouvert d’une voûte en plein cintre. Entre les arcs doubleaux de la nef ont été placées des arcades qui soulignent le rythme des travées – trait d’architecture que l’on retrouve dans d’autres églises du Dauphiné.
Sous la peinture des années 1970, apparaissent des traces d’anciens décors à de nombreux endroits, ce qui laisse supposer que l’on pourrait retrouver davantage de motifs originaux. Le reste de la décoration est sobre, sans éléments sculptés.